# Benet Traver i Garcia
Benet Traver i Garcia (Vila-real, Plana Baixa, 27 de desembre de 1866 - 1933) fou un sacerdot, compositor i cronista valencià.
Cursà la segona ensenyança en l'Institut de Castelló i teologia, fins a ordenar-se de sacerdot, en els seminaris de València i Tortosa, estudiant la música amb Amancio Amorós, professor del del conservatori valencià. Fou cronista de Vila-real, mestre de capella i arxiver de l'arxiprestat de la mateixa capital i professor de cant pla del Seminari de València.
En el certamen escolar celebrat en aquella capital el 1897 fou premiada una composició seva; en el que tingué lloc dos anys més tard a Vila-real, amb motiu de la gran romeria a Sant Pasqual, foren premiats d'aquesta autor un himne i un motet a solo i cor, amb acompanyament d'orgue i orquestra, i, finalment, en un certamen celebrat a Roma aconseguí medalla d'argent per un magnificat a quatre veus i cor.
Entre les altres obres editades hi ha una missa a tres veus amb cors i a gran orquestra; un himne per a solos cor i orquestra; motets diversos; dues sonates per a orquestra; dues col·leccions de trisagis, a tres veus amb acompanyament d'orgue; una col·lecció d'avemarias; les sarsueles, La gruta de Lourdes i El pavo. A més de les seues creacions musicals, és autor d'una extensiua crònica Història de Vila-real (1909) i de Los músicos de la provincia de Castellón: ensayo bio-bibliográfico (1918), la seua obra més destacada.